# Battaglia di Flondar
La battaglia di Flondar, detta anche disfatta di Flondar (dal nome della più importante altura riconquistata dagli austro-ungarici) fu un contrattacco sferrato da reparti scelti austriaci e da due divisioni al comando del generale Svetozar Borojević von Bojna contro le posizioni italiane attorno al Monte Ermada. Benché inferiori di numero, gli austro-ungarici sorpresero le difese italiane e, impiegando le nuove tattiche d'assalto, riuscirono a riconquistare alcune importanti posizioni, dando così respiro alle loro prime linee.
La sconfitta, sia pur tatticamente limitata, che costò pesanti perdite, tra cui circa 10 000 prigionieri al Regio Esercito e circa 7500 agli austro-ungarici, fu deplorata dagli alti comandi che sottovalutarono le novità tattiche introdotte dagli austriaci, e invece ritennero responsabile una presunta debolezza morale delle truppe.

## Situazione strategica sul fronte italiano
La sera del 26 maggio 1917 il generale Luigi Cadorna, capo di Stato maggiore generale del Regio Esercito, aveva deciso di interrompere i combattimenti in corso dal 12 maggio nel settore del Carso e dell'Isonzo del fronte italiano, mettendo fine alla cosiddetta decima battaglia dell'Isonzo, la nuova grande offensiva sferrata per raggiungere finalmente obiettivi strategici decisivi.
Il generale Cadorna aveva impiegato una forza complessiva di circa 700 000 uomini schierati dalla zona di Gorizia a nord fino al mare a sud; ma, nonostante questo grande impegno di uomini e mezzi, i risultati raggiunti erano stati ancora una volta limitati e non risolutivi. Alcune posizioni importanti erano state conquistate, in particolare nel settore settentrionale erano caduti il massiccio del monte Kuk e del monte Vodice ed era stata allargata la testa di ponte di Plava, ma il monte Santo di Gorizia, da cui si poteva più facilmente controllare l'omonima città, era rimasto in mano nemica. Nel settore del Carso le truppe italiane avevano guadagnato terreno avvicinandosi al Monte Ermada. Questi risultati tattici erano stati raggiunti solo dopo combattimenti estenuanti e cruenti che avevano decimato molte formazioni italiane; al termine della battaglia le perdite ammontarono a 13 300 morti, 74 000 feriti e 24 500 dispersi e prigionieri; le truppe erano esauste e affaticate.

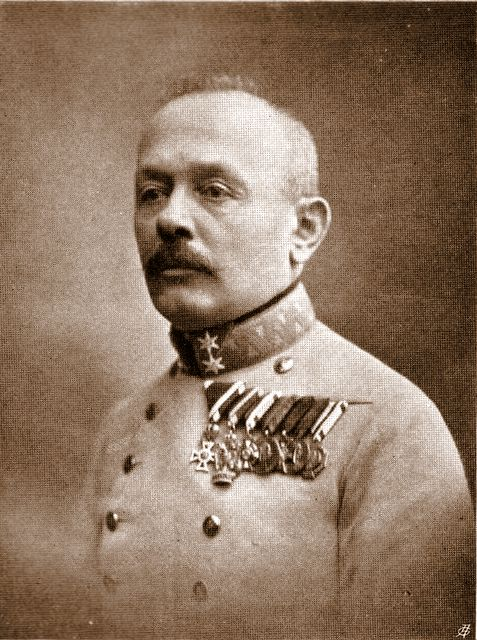
Il generale Svetozar Borojević, comandante delle forze austro-ungariche sull'Isonzo e sul Carso.

L'Imperial regio Esercito austro-ungarico aveva dimostrato ancora una volta combattività e abilità tattica, riuscendo a mantenere le posizioni più importanti ed infliggendo pesanti perdite al nemico; tuttavia anche le truppe austro-ungariche avevano molto sofferto durante gli aspri combattimenti su un terreno impervio e inospitale ed avevano subito la perdita di 7 300 morti, 45 000 feriti e 23 400 dispersi e prigionieri. Dal punto di vista strategico, al termine della decima battaglia, era soprattutto preoccupante per gli austro-ungarici la situazione delle difese del Monte Ermada, che si trovavano ora a soli 2,5 km di distanza dalle posizioni raggiunte dalle truppe italiane; si temeva che la caduta di quell'importante sistema fortificato avrebbe potuto aprire la strada per Trieste e minare la solidità dell'intera ala sinistra dello schieramento austro-ungarico. Il 26 maggio il generale von Schenk, comandante del XXIII corpo d'armata che presidiava il settore, evidenziò queste difficoltà e propose di contrattaccare per riconquistare la posizione di Flondar e guadagnare terreno a ovest dell'Ermada.

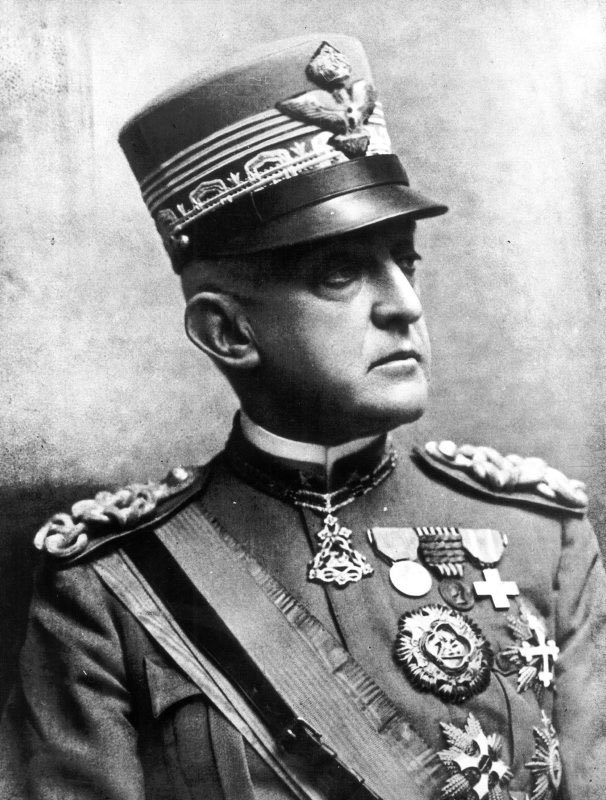
Emanuele Filiberto Duca d'Aosta, il generale comandante della 3ª Armata italiana impegnata sul Carso.

A Postumia, quartier generale della 5ª Armata, il generale Svetozar Borojević, comandante in capo della linea dell'Isonzo, concordò pienamente con il suo subordinato e già il 28 maggio venne disposta l'organizzazione di una controffensiva programmata per il 4 giugno. Per eseguire l'attacco vennero costituiti, sotto la direzione del generale Schneider von Manns-Au, comandante della 28ª Divisione fanteria, due gruppi operativi con una serie di reparti di rinforzo: a Medeazza vennero raggruppati sette battaglioni della XII brigata da montagna e del 63º reggimento di fanteria, mentre a San Giovanni di Duino furono raccolti il 28º reggimento boemo e una parte del 51º reggimento; a nord venne schierata la 19ª Divisione di fanteria per sferrare un attacco diversivo contro il Dosso Faiti. venne particolarmente potenziata l'artiglieria assegnata alla controffensiva che, organizzata in gruppi tattici coordinati, passò al comando del colonnello Janečka. Il piano dell'alto comando austriaco prevedeva di simulare un attacco contro il Dosso Faiti, mentre in realtà il vero obiettivo avrebbe dovuto essere la riconquista di posizioni a ovest dell'Ermada, per proteggere questa posizione di grande importanza strategica.
La 3ª Armata italiana del Duca d'Aosta, che aveva condotto la maggior parte degli attacchi e dalla quale dipendeva il I Gruppo aereo, era uscita pesantemente provata dalla decima battaglia dell'Isonzo; tuttavia l'alto comando prevedeva un'imminente ripresa dell'operazioni offensive, le posizioni raggiunte quindi non furono organizzate per una difesa, mancavano di adeguati ricoveri, ripari e ostacoli in grado di contrastare eventuali contrattacchi nemici. In particolare nel settore del VII corpo d'armata le difese erano deboli e consistevano soprattutto in muretti in pietrame con cavalli di frisia; solo in alcuni tratti si era cominciato a scavare delle trincee. Il VII corpo era schierato su una linea che partiva dalla zona di Fornaza a nord, dove si congiungeva con le forze del XXIII corpo, proseguiva ad est del villaggio di Comarie, poi sul crinale di Flondar con le quote 146 e 145, quindi si appoggiava alle quota 110 a ovest di Medeazza, attraversava la linea ferroviaria Monfalcone-Trieste e si concludeva a ovest del villaggio di San Giovanni di Duino.
Il VII corpo disponeva di tre divisioni per presidiare il suo settore del fronte. A nord la 16ª Divisione di fanteria occupava il villaggio di Comarie e quota 146 con la brigata Siracusa, e teneva in riserva parte della brigata Trapani; al centro la 20ª Divisione di fanteria schierava gran parte delle brigate Puglie e Ancona da quota 146 al settore di Flondar; a sud la 45ª Divisione difendeva con la brigata Verona la zona compresa tra quota 145 e il fiume Timavo, con in riserva un reggimento della brigata Murge. Alcuni battaglioni erano stati sistemati in precarie condizioni all'interno di due gallerie ferroviarie situate a ovest della prima linea. Si trattava di uno schieramento molto concentrato che durante la battaglia fu di ostacolo per la difesa; le truppe italiane, ammassate in spazi ristretti, trovarono difficoltà nelle manovre e, mancando adeguati ricoveri, si trovarono esposti ai violenti attacchi austriaci.

## La battaglia

### Il contrattacco austro-ungarico del 4 giugno
La controffensiva austriaca ebbe inizio al mattino del 3 giugno 1917 con un bombardamento di artiglieria e un attacco diversivo contro il settore dell'XI corpo d'armata italiano nel settore del Dosso Faiti sul fianco settentrionale della 3ª Armata; gli austro-ungarici in un primo tempo conquistarono la posizione del dosso ma vennero poi contrattaccati e respinti dalla brigata Tevere. Nel settore di Fornaza, difeso dal XXIII corpo, gli attacchi non raggiunsero alcun risultato. Nel settore del VII corpo d'armata non si erano verificati grandi attacchi nemici e la situazione sembrava sotto controllo; alle ore 21.30 tuttavia il comando della 3ª Armata prescrisse "attiva e continua vigilanza per prevenire ed arrestare prontamente qualsiasi tentativo di attacco nemico".

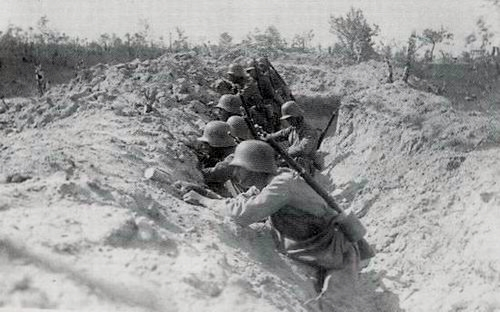
Truppe d'assalto austriache (Stosstruppen) in una trincea

Alle ore 04.00 del 4 giugno 1917 gli austro-ungarici diedero improvvisamente inizio ad un violento fuoco di artiglieria diretto contro la prima linea del VII corpo, le retrovie e gli sbocchi delle gallerie; il bombardamento continuò per soli 40 minuti ma provocò l'interruzione delle comunicazioni tra le postazioni nemiche, i collegamenti telefonici saltarono, mentre una fitta coltre di fumo impedì le comunicazioni ottiche. L'azione di comando del VII corpo d'armata divenne molto difficile. Subito dopo la fine del bombardamento la fanteria austro-ungarica passò all'attacco, preceduta da gruppi d'assalto (Stosstruppen) incaricati di penetrare nelle linee e infiltrarsi in profondità. Impiegando una tecnica usata dai loro alleati tedeschi, gli austro-ungarici cercarono di individuare i punti più deboli dello schieramento italiano per concentrarvi gli attacchi, senza accanirsi ulteriormente verso posizioni più tenacemente difese. In questa fase tuttavia la fanteria austriaca, attaccando immediatamente, subì alcune perdite a causa della non ancora del tutto efficiente coordinamento con la propria artiglieria.
La controffensiva austriaca venne condotta da sei battaglioni e raggiunse alcuni successi penetrando nei punti di collegamento tra la 16ª e la 20ª Divisione italiana, schierate a nord, e tra la 20ª e 45ª Divisione, che era in posizione più a sud; in particolare in quest'ultimo settore, difeso da un battaglione del 71º reggimento, appena arrivato in posizione e privo di solide fortificazioni, gli austriaci riuscirono ad avanzare in profondità attraverso le deboli difese, aggirarono e conquistarono quota 135, quindi proseguirono verso l'imbocco della galleria settentrionale della ferrovia Trieste-Monfalcone. Contemporaneamente altri reparti austriaci marciarono sui fianchi ed alle spalle degli altri due battaglioni del 71º reggimento, che subirono perdite elevatissime e furono in parte distrutti; venne persa anche quota 145. Il brigadier generale Fulvio Riccieri, comandante della brigata Puglie, e il colonnello Costa, comandante del 71º reggimento, rimasero gravemente feriti.
L'avanzata austro-ungarica metteva in pericolo le posizioni del IV battaglione dell'86º reggimento che occupava quota 43 e schierava due compagnie dentro la galleria settentrionale e altre due a copertura della rotabile vicino alla linea ferroviaria. Il comando della brigata Verona diede ordine a questi reparti di abbandonare subito le posizioni e ripiegare sulle quote 36 e 58 a copertura della ferrovia, ma alle ore 05.30 quando le compagnie dentro la galleria cercarono di uscire, vennero bloccate dal fuoco delle mitragliatrici degli austriaci che erano già arrivati all'imbocco nord. Altri reparti nemici raggiunsero lo sbocco sud della galleria, isolando dentro le due compagnie che dovettero arrendersi; anche le altre due compagnie schierate all'aperto, attaccate dall'alto con bombe a mano e mitragliatrici, si disgregarono; solo piccoli gruppi di soldati riuscirono ad evitare la cattura e ripiegarono su quota 36, insieme ai resti del 71º reggimento.

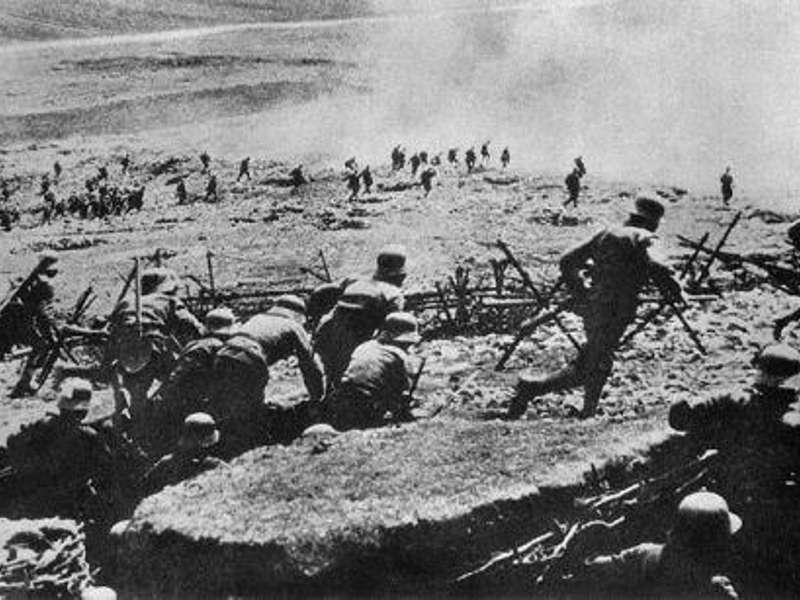
Contrattacco austro-ungarico nel settore del Carso.

Dopo aver raggiunto questi primi obiettivi, i reparti austro-ungarici continuarono la controffensiva con successo. Raggiunsero e occuparono la quota 110, bloccarono la galleria meridionale della ferrovia, dove rimasero isolati il II battaglione dell'86º reggimento, alcuni posti di medicazione e squadre di mitraglieri, e aggirarono anche il III battaglione dello stesso reggimento italiano che alle ore 07.00, dopo aver subito pesanti perdite ed aver esaurito le munizioni, si arrese ai reparti del 28º reggimento boemo. Divenne drammatica la situazione dei reparti italiani bloccati all'interno della galleria meridionale. Nella speranza di soccorsi dall'esterno, queste truppe sbarrarono gli ingressi della galleria e resistettero fino alle ore 21.30 quando, dopo aver distrutto le loro armi e i documenti, decisero di arrendersi. In precedenza, a destra dell'86º reggimento, tra il casello ferroviario e il fiume Timavo, gli austro-ungarici erano riusciti ad aggirare due battaglioni dell'85º reggimento che alle ore 08.00 erano state costrette alla resa. Gran parte della 20ª Divisione del generale Vittorio Zupelli, in particolare le brigate Verona e Puglie, uscì distrutta da questi scontri; alcuni alti ufficiali italiani lamentarono la scarsa combattività dei reparti ed anche fenomeni di resa senza combattere, ma in realtà la maggior parte delle unità, a parte episodi isolati, si batterono nonostante la difficile situazione venutasi a creare per l'inatteso contrattacco nemico.
Contemporaneamente il 4 giugno la controffensiva austro-ungarica si era sviluppata anche più a nord, nel punto di congiunzione tra la 16ª e la 20ª Divisione italiana; alle ore 05.30 gli attaccanti avevano superato le difese del I battaglione del 246º reggimento appartenente alla brigata Siracusa, quindi avevano occupato quota 146. Gli austriaci proseguirono rapidamente e aggirarono e sbaragliarono il I e il III battaglione che in parte si arresero, mentre in posizione più arretrata, nel vallone tra quota 145 e quota 146, si trovò in grande difficoltà un battaglione del 69º reggimento, minacciato sia da nord che da sud dall'infiltrazione nemica. L'intervento in appoggio di un altro battaglione del 69º reggimento venne bloccato dal fuoco di sbarramento, mentre gli austriaci, dopo aver raggiunto la strada Flondar-Medeazza, attaccavano sui fianchi e nelle retrovie; alle ore 06.30 i due battaglioni italiani, fortemente indeboliti, ripiegavano fino a quota 69. Più a nord, dopo qualche successo difensivo, i reparti italiani dell'ala sinistra del VII corpo, appartenenti al 245º reggimento, dovettero a loro volta ripiegare di circa 250 metri a causa della perdita di quota 146 sul fianco destro. Da quota 146 gli austriaci potevano raggiungere con il fuoco d'artiglieria anche quota 144 e sembravono minacciare la zona del lago di Doberdò; i comandi italiani diedero segno di grande nervosismo; il colonnello comandante il 245º reggimento si portò in prima linea con i suoi soldati, in gran parte originari della Sicilia, per guidare la difesa; alla fine gli austriaci non superarono la linea di Flondar.

### I combattimenti del 5 e 6 giugno
La nuova linea difesa dalle truppe italiane dopo i combattimenti del 4 giugno si estendeva a est del villaggio di Comarie, quindi proseguiva a ovest di Flondar, comprendeva le quote 97 e 89, attraversava la linea ferroviaria e raggiungeva la palude di Lisert a sud; il nuovo fronte era meno esteso ma, dopo la perdita delle posizioni conquistate nel corso della decima battaglia dell'Isonzo, era molto più difficile minacciare le fortificazioni nemiche sul massiccio dell'Ermada. L'esercito austro-ungarico era riuscito a raggiungere, con la sua violenta e improvvisa controffensiva, importanti obiettivi tattici.
Le notizie dell'inatteso contrattacco e dei successi raggiunti dalle truppe austro-ungariche sorpresero i comandi della 3ª Armata; si cercò di raggruppare forze di riserva per contenere l'avanzata nemica e difendere le posizioni tattiche più importanti. La situazione a nord, nel settore del Dosso Faiti e del monte San Marco appariva sotto controllo; la brigata Tevere mantenne il possesso del dosso, gli attacchi nemici furono respinti anche se le perdite furono sensibili. Anche nel settore di Comarie e Lukatič le posizioni erano state mantenute, tranne piccoli tratti di trincee. Tutte le riserve disponibili furono inviate invece, a piedi o su autocarri, al centro e al sud dove gli austriaci avevano sopraffatto le difese del VII corpo. Alle ore 17.40 del 4 giugno venne diramato dal quartier generale della 3ª Armata l'ordine al VII corpo di contrattaccare.
Il comando dell'VII Corpo d'armata contrattaccò per riconquistare le posizioni con il rinforzo della 22ª divisione e delle brigate Bisagno e Barletta alle 5:30 del 5 giugno; rientrarono anche in combattimento le brigate Arezzo e Murge. La brigata Arezzo tentò di riprendere quota 145 e quota 110, ma, non sostenuta sui fianchi, venne respinta e rischiò di essere aggirata e accerchiata. La brigata dovette quindi ripiegare dopo aver subito pesanti perdite: i due comandanti di reggimento furono uccisi e 500 soldati furono fatti prigionieri dagli austriaci. Fu fatta entrare in azione anche la II brigata bersaglieri che, nonostante fosse già indebolita dai precedenti scontri, attaccò per riconquistare quota 146 in cooperazione con un reggimento della brigata Murge; il tentativo non ebbe successo e i soldati italiani dovettero fermarsi con gravi perdite davanti ai reticolati.
Nel settore centrale di Fornaza, difeso dal XXIII corpo d'armata, il comando italiano impegnò in tutta fretta il 5 giugno reparti già decimati delle brigate Siena e Bari e i due reggimenti granatieri; nel pomeriggio i granatieri contrattaccarono e riuscirono a contenere l'avanzata nemica ma, invece di essere rimpiazzati nella notte, la mattina del 6 giugno dovettero entrare nuovamente in azione per riconquistare le quote 219 e 235 (Kremenjak), occupate dagli austriaci. La brigata granatieri riuscì a riconquistare le due quote e a fermare anche in questo settore ulteriori progressi del nemico ma subì perdite elevatissime e venne finalmente ritirata dal fronte per essere ricostituita nelle retrovie.
Nel frattempo altri tentativi del comando italiano di riconquistare il terreno perduto nel settore di Flondar erano definitivamente falliti nel pomeriggio del 5 giugno a causa dell'intervento dell'artiglieria austriaca che inflisse altre perdite; il VII corpo decise quindi di sospendere ulteriori attacchi e consolidare le posizioni. La battaglia era terminata, dopo il 6 giugno lungo tutto il fronte dal medio Isonzo al Carso continuarono solo scontri locali.

## Bilancio e conseguenze
Al momento del contrattacco austro-ungarico il generale Cadorna, impegnato dalla fine di maggio in incarichi a Roma, non era presente al quartier generale di Udine. Le prime confuse notizie dell'attacco arrivarono all'alto comando alle ore 11.00 del 4 giugno e preoccuparono i generali; nel suo diario di guerra Angelo Gatti ha riportato le impressioni degli ufficiali e le voci su cedimenti dei reparti; si temette che fosse in corso una grande offensiva nemica con la partecipazione di rinforzi provenienti dal fronte orientale. Nelle ore successive tuttavia l'alto comando ritenne che si trattasse solo di un contrattacco locale per intralciare i piani offensivi italiani, anche se continuarono le polemiche su una presunta insufficiente resistenza di alcuni reparti e su episodi di scarsa combattività. Gatti riferisce che in particolare i soldati della brigata Puglie furono accusati di cedimento e di mancata resistenza.
L'alto comando espresse tutto il suo malcontento e impose duri provvedimenti repressivi per sedare presunti fenomeni di rifiuto di obbedienza e di indisciplina; scarsa attenzione invece venne prestata alle effettive difficoltà e alle sofferenza delle truppe; ugualmente ignorate furono le novità tattiche impiegate dagli austro-ungarici che avevano sorpreso le difese. Il generale Cadorna rientrò al Comando supremo militare italiano di Udine, dal quale dipendeva il IV Gruppo aereo, nel primo pomeriggio del 5 giugno e apprese le notizie dell'attacco, dei riferiti episodi di cedimento e resa di alcuni reparti e della gravi perdite subite. Nei tre giorni di controffensiva austro-ungarica gli italiani subirono la perdita di 1 400 morti, circa 8 000 feriti e 12 500 prigionieri e dispersi. Il generale Cadorna manifestò grande nervosismo, registrò con disappunto che gli austriaci avevano catturato 10 000 prigionieri e che almeno tre reggimenti, delle brigate Ancona, Puglie e Verona, non si erano battuti e "sono stati fatti prigionieri illesi...". Il comandante in capo scrisse che, a causa della scarsa vigilanza del governo, si diffondeva la sobillazione; egli indicò tre reggimenti di siciliani, "buoni soldati ma guasti dalla sobillazione", che avrebbe proposto di sciogliere. Il 6 giugno inviò una lettera a Roma al Presidente del Consiglio Paolo Boselli per illustrare le sue valutazioni dei fatti; egli si dichiarava preoccupato per il numero di prigionieri catturati dal nemico, segnalava di nuovo i tre reggimenti che avrebbero defezionato e accusava della sconfitta l'estensione della propaganda contro la guerra e delle "teorie antipatriottiche". Peraltro nelle settimane successive il generale Cadorna in parte si ricredette; definì "esagerate" le prime notizie sulle defezioni e riversò le sue critiche anche sui comandanti, colpevoli di gravi errori e di "infrazioni alle buone norme per la condotta delle truppe"; mancò invece completamente nel generale Cadorna, nel colonnello Roberto Bencivenga, suo principale collaboratore, e negli alti ufficiali del comando supremo, la comprensione della novità e dell'efficacia dei nuovi metodi tattici impiegati dalle truppe austro-ungariche nel contrattacco sul Carso.
Al termine della breve controffensiva di Flondar, l'esercito austro-ungarico aveva raggiunto i suoi limitati obiettivi tattici; al costo di perdite sensibili ma molto inferiori a quelle italiane, le truppe imperial-regie avevano guadagnato spazio tra il vallone di Brestovizza e il mare respingendo le linee italiane di alcuni chilometri e allontanando il nemico a 3,5 chilometri dall'importante massiccio dell'Ermada. Inoltre, impiegando i nuovi metodi tattici di assalto, avevano messo in rotta alcuni reparti italiani e dimostrato una chiara superiorità rispetto ai sistemi statici del nemico. Gli austro-ungarici avevano adottato con successo le tattiche innovative studiate per la prima volta dallo stato maggiore tedesco per superare le grandi difficoltà sorte nei primi anni di guerra a causa dell'organizzazione di enormi linee continue di trincee. Il 4 settembre 1917 gli austriaci contrattaccarono ancora sul Carso impiegando le tattiche di infiltrazione e raggiunsero un nuovo successo tattico sorprendendo gli italiani. A partire dal 24 ottobre 1917 l'impiego dei reparti scelti di Stosstruppen e delle tattiche di infiltrazione avrebbe permesso agli austro-tedeschi di infliggere la disastrosa sconfitta di Caporetto all'Esercito italiano, estenuato dall'interminabile guerra di trincea, scosso dalle sanguinose perdite e dalle sofferenze materiali e morali.